# 梅迪卡
梅迪卡（波蘭語：Medyka，發音：[mɛˈdɨka]）是波兰喀尔巴阡山省普熱梅希爾縣的一个村莊，它与乌克兰接壤，人口约2,600人。它是梅迪卡市鎮政府的所在地，位于普热梅希尔以东大约13公里，热舒夫以东72公里。

## 历史
梅迪卡的历史可以追溯到中世纪。該村莊內的一座城堡在14世纪就已经存在。它于1542年扩建。1607年，一座罗马天主教教堂建成，當地还有一个希腊天主教堂。1772年瓜分波蘭后，梅迪卡被哈布斯堡君主國占领，直到第一次世界大战结束。

## 邊境
梅迪卡位於波兰和乌克兰邊境，連接兩國的公路和铁路經過該村莊。與梅迪卡相鄰的乌克兰边境村庄是舍希尼。在2022年俄羅斯入侵烏克蘭期间，許多烏克蘭難民來到梅迪卡。